# Bupleurum mesatlanticum
Bupleurum mesatlanticum là một loài thực vật có hoa trong họ Hoa tán. Loài này được Litard. & Maire mô tả khoa học đầu tiên năm 1930.